# 김도훈 (작곡가)
김도훈(1973년 ~ )은 대한민국의 작곡가이다. 홍익대학교 토목공학을 전공하고, 1995년 'Mrs. Music'으로 강변가요제에 입선하여, 연예 기획사 엠보트에 소속되었고, 1998년 장혜진의 〈영원으로〉를 통해 편곡가로 데뷔하였다. 본격적으로 대중에게 알려지게 된 계기는 S.E.S.의 〈Just A Feeling〉의 작곡으로, 이후 뮤직큐브 제작이사, 레인보우브릿지에이전시 이사를 거쳐 WA 엔터테인먼트를 설립하여 현재는 RBW 공동대표, 프로듀서, 작곡가로 활동 중이다.

## 활동 이력
한국음악저작권협회에 따르면, 작사, 작곡, 편곡을 합쳐, 총 611개의 작품 목록이 있다. 1995년 강변가요제 본선에 오른 〈Mrs. Music〉이 처음으로 작곡하여 발표한 곡으로, 이 곡은 Big Band Jazz 장르의 곡으로서 발라드가 큰 인기를 끌던 당시로서는 독특한 장르로 여겨졌다.

## 히트곡

### SG워너비
2집의 타이틀곡이었던 〈죄와 벌〉이라는 곡이 대히트하고, 그 해 가장 음반이 팔린 음반으로(40만 장) 골든디스크 상을 수상하면서, 히트곡 작곡가의 반열에 올랐다.

### 먼데이키즈
2인조로 활동했던 시절 멤버 김민수가 참여했던 〈가슴으로 외쳐〉가 있다. 라이머가 랩 피쳐링을 했다. 김민수가 오토바이로 사망한 뒤, 한동안 활동이 중지됐다가, 3인조로 재결성한 이후에는, 〈가지마〉라는 곡을 작곡한 바 있다.

### 케이윌
〈눈물이 뚝뚝〉, 〈1초에 한방울〉, 〈가슴이 뛴다〉, 〈니가 필요해〉, 〈Love Blossom〉, <이러지마 제발> 등을 작곡했다.

### 이승기
SBS의 〈찬란한 유산〉 OST로 이승기가 부른 〈결혼해줄래〉는 그 해, 결혼식 축가 1위에 오르기도 했다. 이승기의 군 입대를 앞두고 2016년 1월 21일 발표된 발라드 곡 〈나 군대 간다〉를 작곡하였다.

### 아이유
〈마쉬멜로우〉를 작곡하였으며, 이 후에 〈하루 끝〉이라는 곡을 박근태와 공동 작업한 바 있다.

### 슈퍼스타 K3
울랄라세션과 버스커버스커의 결승곡을 작곡한 바 있다. 박근태와 공동 작업이다. 울랄라세션의 〈너와 함께〉 버스커버스커의 〈서울 사람들〉이라는 곡을 작곡한 바 있다.

### 소유
씨스타의 소유와 솔로가수 정기고가 듀엣을 한 〈썸〉은 2014년의 상반기 차트를 휩쓸었으며 멜론 차트에서 7주 동안 1위를 차지하는 흥행을 거두었다. 이후 2014년 모든 음원 차트 연간 1위, 가온 차트(매출 기준) 연간 1위를 기록하였다. 이후 소유와 매드클라운의 〈착해 빠졌어〉, 소유와 어반자카파의 〈틈〉, 소유와 권정열의 〈어깨〉를 작곡하여 멜론차트 1위는 물론 연간차트에 3곡 모두 랭크되어 있다. 〈착해 빠졌어〉는 13년, 14년 2년 연속 차트에 랭크된 13년 하반기 최고 히트곡이다.

### 씨엔블루
데뷔곡이었던 〈외톨이야〉, 〈Love〉, 〈직감〉이라는 곡을 작곡한 바 있다.

### 다비치
2009년 2월 27일 발매된 첫 번째 미니 음반 《Davichi In Wonderland》의 타이틀 곡인 〈8282〉를 작곡한 바 있다. 또 두 번째 미니 음반 《Innocence》의 타이틀 곡 〈시간아 멈춰라〉를 방시혁과 함께 작곡하였다.

### 휘성
휘성과는 오랫동안 음악적인 파트너십을 맺어왔다. 〈With Me〉를 시작으로 〈불치병〉, 〈결혼까지 생각했어〉, 〈가슴 시린 이야기〉까지 주요 히트곡을 김도훈이 작곡했다. 특히, 〈가슴 시린 이야기〉의 경우, JTBC의 예능 프로그램인 〈히든싱어 시즌 2〉에서 재주목을 받으며, 차트 역주행을 하여 1위를 차지하였다. 이후의 곡으로는 〈Night and Day〉가 있다.

### 백지영
KBS 특별기획 드라마였던 《아이리스》 OST였던 〈잊지 말아요〉를 작곡하고, 이 곡이 공전의 히트를 기록하면서, 드라마의 성공을 견인했다. 백지영을 OST의 여왕으로 올린 곡이기도 하다. 이후, 《아이리스 2》에서는 소향이 〈잊지 말아요〉를 리메이크를 했다.

### 마마무
김도훈은 마마무의 데뷔 이래 프로듀싱을 전담하고 있다. 데뷔 앨범 《HELLO》의 타이틀곡 〈Mr. 애매모호〉, 2015년 6월 19일 발매한 두 번째 미니앨범 《Pink Funky》의 타이틀곡 〈음 오 아 예 (Um Oh Ah Yeah)〉을 작곡하였다. 2016년 2월 26일 첫 정규앨범 《Melting》의 타이틀곡 〈넌 is 뭔들〉은 마마무가 음악 방송에서 첫 1위를 기록하게 하였다. 이 밖에 〈Decalcomanie (데칼코마니)〉, 〈나로 말할 것 같으면 (Yes I am)〉, 〈별이 빛나는 밤〉, 〈너나 해〉, 〈Wind Flower〉, 〈고고베베 (gogobebe)〉 등을 작곡하였다.

### 브로맨스
2016년 브로맨스의 프로듀싱을 전담하였다.

## 표절 의혹 및 논란
김도훈 작곡가는 히트곡 제조기라는 별명과 함께, 표절곡 제조기라는 별명도 같이 가지고 있다. 표절곡 제조기라는 말은 네티즌들이 지어준 별명이다.
히트곡 만큼 표절 의혹곡이 많기에 붙여진 별명이다.

### 왁스곡 관련 논란
첫 논란은 왁스의 <결국 너야>라는 곡은 미국의 팝스타인 켈리 클락슨의 <My life would suck without you>라는 곡의 주제부 멜로디를 표절했다는 의혹을 받으며 시작 됐다.
이 내용은 MBC의 시사매거진 2580이라는 프로그램에서 끝없는 표절 논란이라는 제목으로 방송 되었다.

### 이승기곡 관련 논란
- 이 일이 있은 지 얼마 되지 않아, 이번에는 이승기가 2009년에 발표했던 4집 <Shadow>의 타이틀곡이였던 <우리 헤어지자>라는 곡이 팀의 <발목을 다쳐서>, 이상은의 <삶은 여행>과 주제부 멜로디가 거의 일치한다는 의혹이 돌았다. 김도훈은 공동 작곡한 이현승과 같이 '우리가 바보도 아니고, 누구처럼 대놓고 표절을 하겠나'며 반문했다.[3] 한 해에 두 곡이나 표절 시비에 휘말리며, 비난과 비판을 피할 수는 없었다.

- <발목을 다쳐서>를 작곡한 작곡가 성환은 해당 곡의 작곡가 김도훈을 자신의 곡을 표절한 혐의로 경찰에 고소장을 제출 했다.

### 백지영곡 관련 논란
- 백지영의 <사랑이 올까요>는 FT 트리플의 <러브레터>를 표절했다는 의혹이 일었으나, 두 곡 모두 작곡가가 김도훈으로 같았고, 오히려, 이 두 곡 모두 일본 애니메이션 《우주교향시 메텔》 OST인 Everlasting Dream을 표절했다는 주장이 돌며, 논란이 되었다.

### 씨엔블루관련 곡을 둘러싼 논란,와이낫과의 공방
- 이 곡은 가장 컸던 논란이기도 했다.

씨엔블루의 데뷔곡이였던 <외톨이야>라는 곡은 인디밴드인 와이낫?이 자신들이 발표한 <파랑새>의 일부 주제부 멜로디를 차용했다는 의혹을 제기함으로써, 그 해의 '뜨거운 감자'가 되었다. 김도훈은 1마디 밖에 안 비슷한 곡을 억지로 표절로 몰고가지 말라며, 관련 동영상을 제출하고, 악보까지 틀리다고 유튜브에 동영상까지 제작하여 올려 해명하면서 "주관적인 의견으로 작곡가 죽이지 말라"고 호소했지만, 네티즌의 의혹 제기는 사그라들지 않았다. 오히려 음악 평론가들은 이 곡이 표절이 아니면 어떤 게 표절이냐고 반문했고. 특히, 신해철은 씨엔블루가 인디밴드면, 파리가 새라는 말로 씨엔블루를 디스하기까지 했다. 이 논란은 1년 정도 지속되다가, 와이낫?이 소송에 결국 패소하면서 논란이 종결 됐다.
- 또한, 이 사건은 KBS의 시사 고발 프로그램인 추적 60분 958회 이효리 쇼크와 표절 매커니즘이라는 제목으로 방송 된 적이 있다.

### FT 아일랜드곡 관련 논란
왁스, 이승기, 씨엔블루 이후, 가장 큰 논란이 됐던 곡은 FT아일랜드의 표절 시비였다.
- FT아일랜드가 2012년에 발표한 《Five Treasure Box》의 타이틀곡인 <좋겠어>라는 곡이다. 이 곡은 발표한 지 1주일도 안 돼, 미국 록그룹인 트레인이 2012년에 발표한 《California 37》의 수록곡인 50 Ways To Say Goodbye라는 곡과 분위기며, 주제부 멜로디까지 일치한다며, 큰 논란이 일었다. 이 논란으로 인해, FT아일랜드의 팬들 조차 이 노래를 듣지 말자며, 팬카페에서 보이콧을 하였고, 팬들은 FNC 엔터테인먼트의 사장이 멤버들에게 음악적 자유를 주어야 한다는 주장을 하며, 한동안 인터넷을 뜨겁게 달구기도 했다.

### 다비치곡 관련 논란
- <8282>의 초반부분이 MIKA의 <Happy Ending>을 표절했다는 의혹이 있다.

### 에일리곡 관련 논란
- <보여줄게>는 푸시캣돌즈의 <Hush Hush>를 표절했다는 의혹이 있다.

### 베이식곡 관련 논란
- 쇼미더머니4의 베이식의 <Stand Up(ft.마마무)>은 <Macklemore & Ryan Lewis - Can't Hold Us (ft.Ray Dalton)>과 비트를 비롯한 멜로디도 비슷하다는 의혹이 있다.

### 마마무곡 관련 논란
- 마마무 1집 Melting에 수록된 <1cm의 자존심>은 <Dr.Dre - Still Dre (ft. Snoop Dog)>와 비트가 유사하다는 의혹이 있다.

## 수상
| 연도   | 수상 내역                                                                        |
| ------ | -------------------------------------------------------------------------------- |
| 2014년 | - 제6회 《멜론 뮤직 어워드》 Song Writer상 (소유&정기고 - 썸, 에일리 - 손대지마) |

## 방송
- JTBC 《히든싱어3》 패널 이선희 편
- JTBC 《히든싱어4》 패널 거미 편
- JTBC 《히든싱어5》 패널 케이윌 편